# Trochalus gibbus
Trochalus gibbus är en skalbaggsart som beskrevs av Fabricius 1781. Trochalus gibbus ingår i släktet Trochalus och familjen Melolonthidae. Inga underarter finns listade i Catalogue of Life.